# Cueva de San Pablo (Éfeso)

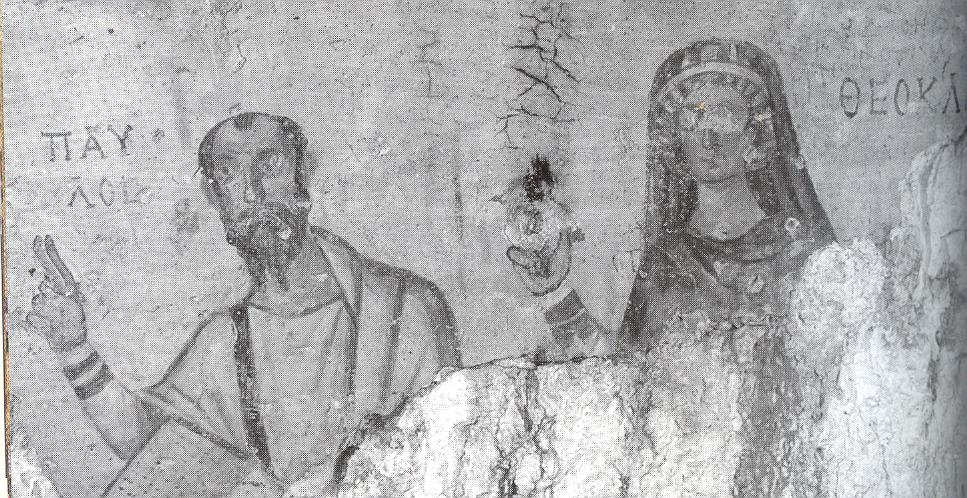
Pablo y Tecla. Fresco del, descubierto en la Cueva de San Pablo, en las ruinas de Éfeso.

La llamada Cueva de San Pablo es una gruta asociada a san Pablo de Tarso y ubicada en el lado sur de la antigua Éfeso (Turquía). 
La oquedad está situada en la ladera de la colina Bülbüldağ y fue descubierta en los años 90 del siglo XX. Según el Nuevo Testamento el apóstol Pablo llegó a Éfeso en el otoño del año 54 dC, durante su tercer viaje misionero, y vivió en la ciudad durante más de tres años. 
La cueva aparentemente fue un sitio de peregrinación cristiana desde el siglo I o el siglo II, y puede haber estado asociada con el ministerio de san Pablo en Éfeso. Se cree que antes de que fuera descubierta oficialmente, la cueva probablemente había sido utilizada por pastores locales. A lo largo de los siglos, la gruta fue decorada con frescos e inscripciones. Después del Intercambio de Población entre Grecia y Turquía de 1923-1924, los cristianos locales de la zona tuvieron que abandonar sus hogares y mudarse a Grecia, por lo que la cueva fue abandonada.
En 1995, la doctora Renate Pillinger, de la Universidad de Viena, descubrió un fresco antiguo en la pared occidental del pasillo de la gruta que incluye una clara imagen del apóstol Pablo junto a Tecla y su madre Teocleia. En la gruta hay pinturas de otros personajes tales como el profeta Abraham sacrificando a su hijo Isaac, así como una representación de san Jorge de Capadocia pintada entre los siglos XII y XIII.
En la actualidad, la Cueva de San Pablo no está abierta al público y solo puede ser visitada con un permiso especial.